# Léopold Valentin
 (février 2018).
Si vous disposez d'ouvrages ou d'articles de référence ou si vous connaissez des sites web de qualité traitant du thème abordé ici, merci de compléter l'article en donnant les références utiles à sa vérifiabilité et en les liant à la section « Notes et références ».
Léopold Louis Mathieu Valentin, né le 22 mai 1835 à Luchapt et mort le 29 mars 1891, est un ingénieur, industriel et architecte français.

## Jeunesse
Fils d'Auguste-François Valentin et de Marie-Françoise-Estelle Lacouture de La Reynerie. Il fréquente l'école de Luchapt où il est un excellent élève. Il part ensuite à Poitiers, puis à Paris où il prépare l'École centrale. Il y est admis en 1853 ; premier au classement en 2e année, il en sort second avec 16 de moyenne en 1856.

## Carrière
Il voyage beaucoup. Ingénieur principal des mines d'Hucha en Espagne, il est chargé de l'établissement d'une usine de cuivre en 1857. Il parcourt l'Italie (Florence), la Russie (Saint-Pétersbourg), négocie avec Sadych Pacha (Sadik Paşa) une affaire turque de 50 millions de matériel de chemin de fer.
Il crée en 1872 les Ateliers de Willebroeck, entre Bruxelles et Anvers, et fonde en 1875 la Société anonyme de Construction et des Ateliers de Willebroeck dont le siège est à Bruxelles.
Commence alors une remarquable carrière, marquée par la construction de dragues destinées aux canaux de Suez et de Panama, des charpentes métalliques de la salle des fêtes et des serres du parc du château royal de Laeken, des ateliers des chemins de fer de Valladolid, etc.
Pendant 20 ans, dira le président belge des anciens élèves de l'École Centrale à ses obsèques, "sa maison a collaboré aux plus grandes entreprises des travaux publics du monde entier, le port d'Anvers, les canaux de Suez, de Panama".
Il a construit le pont routier grandiose de Porto, Luis Ier, qui lui vaudra en 1886 la grande croix de l'ordre du Christ décernée par le roi du Portugal.
Promu chevalier de l'ordre de Léopold (Belgique) et de l'ordre des Saints-Maurice et Lazare (Italie) il meurt en 1891 à 56 ans.

## Participation
- construction de dragues fonctionnant pour les travaux d'élargissement du canal de Suez et celui de Panama (à partir de 1882)
- construction des charpentes métalliques artistiques de la salle des fêtes et des serres du parc du château royal de Laeken (Belgique)
- construction des Ateliers des Chemins de fer à Valladolid (Compagnie des chemins de fer du Nord de l'Espagne)
- travaux d'agrandissement du port d'Anvers (1878)

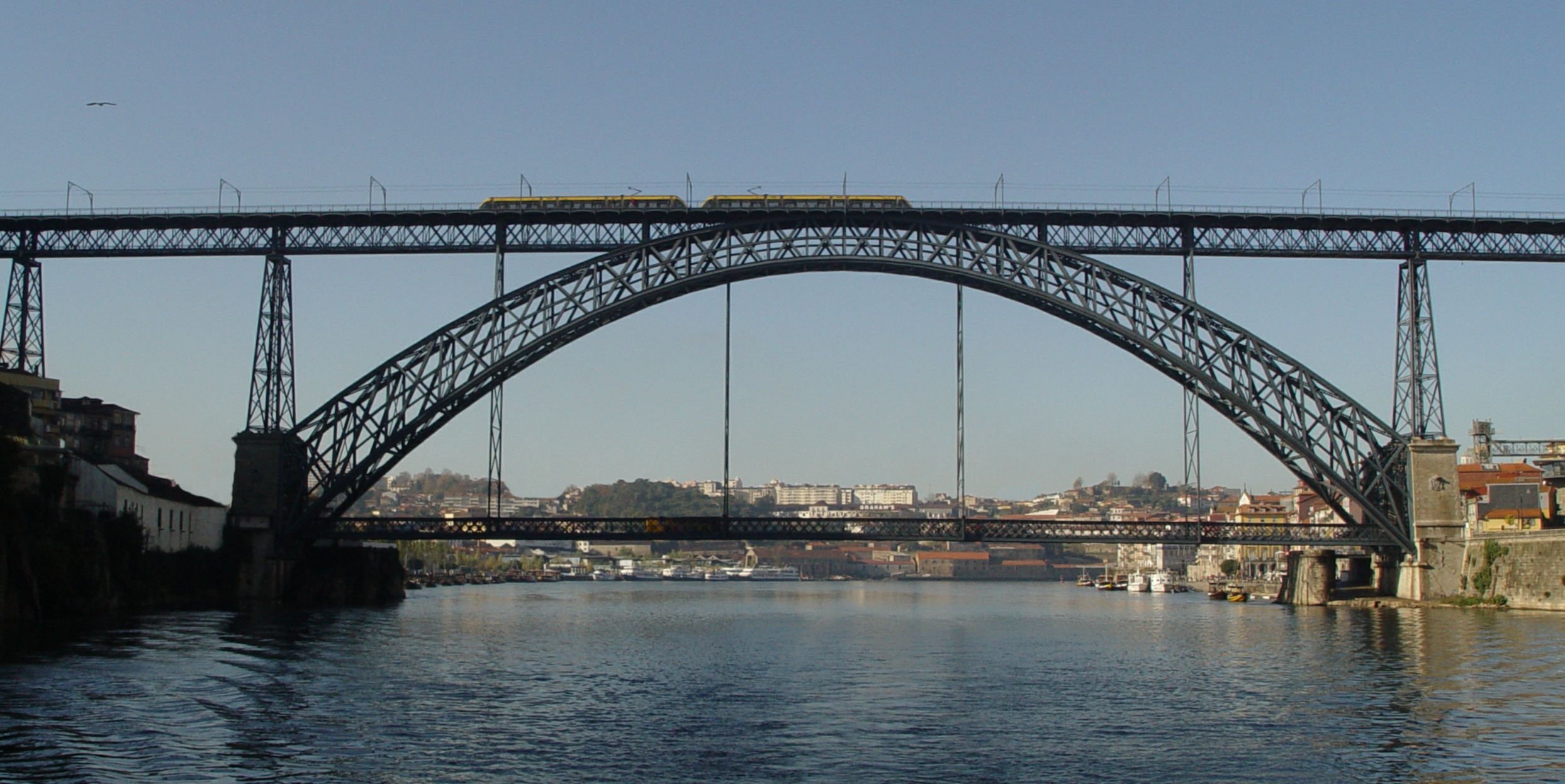
Pont Dom-Luis
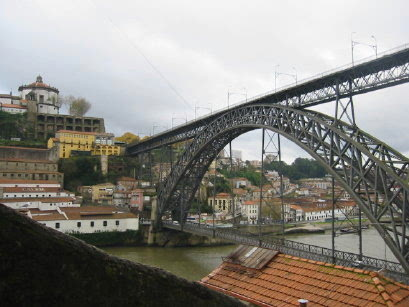
Pont Dom-Luis

## Ouvrage
- Le Pont Dom-Luís Ier, pont de la ville de Porto, sur le fleuve Douro, reliant Porto à Vila Nova de Gaia. Construit entre 1881 et 1886 avec Théophile Seyrig.

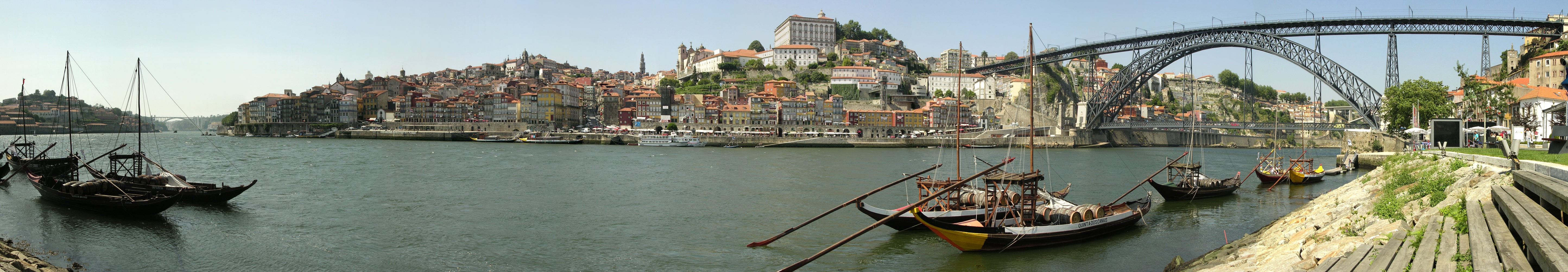
Le pont Dom-Louis Ier dessiné par Léopold Valentin